# 模拟人生系列作品列表
本列表为模拟人生及其资料盘完整列表。
注：使用英文名的为无译名产品。

## 《模拟人生》

### 基础版
- 模拟人生

#### 资料盘
- 模拟人生 美好生活
- 模拟人生 欢乐派对
- 模拟人生 燃情约会
- 模拟人生 我在休假
- 模拟人生 家有宠物[1]
- 模拟人生 超级明星
- 模拟人生 魔幻天地

#### 合集包
- 模拟人生 Deluxe Edition
- 模拟人生 Double Deluxe
- 模拟人生 Mega Deluxe
- 模拟人生 Triple Deluxe（仅在英国和爱尔兰出版）
- 模拟人生 珍藏版

### 游戏机版
- 模拟人生 （PlayStation 2，GameCube，Xbox）
- （PlayStation 2，GameCube，Xbox，N-Gage，Game Boy Advance）
- （GameCube，PlayStation 2，Xbox，Game Boy Advance，Nintendo DS）

## 《模拟人生2》

### 基础版
- 模拟人生2

#### 资料盘
- 模拟人生2 大学城
- 模拟人生2 夜生活
- 模拟人生2 我要开店
- 模拟人生2 宠物当家
- 模拟人生2 缤纷四季
- 模拟人生2 游遍天下
- 模拟人生2 休闲时光
- 模拟人生2 公寓生活

#### 物品包
- 模拟人生2 欢乐家庭[2]
- 模拟人生2 美满人生[3]
- 模拟人生2 欢乐假期
- 模拟人生2 豆蔻风情
- 模拟人生2 非常派对
- 模拟人生2 H&M无限风尚
- 模拟人生2 开心厨浴装饰
- 模拟人生2 宜家家居
- 模拟人生2 园艺大师

#### 合集包及特别版
- 模拟人生2 DVD特别版
- 模拟人生2 佳节时刻（2005年圣诞版）
- 模拟人生2 欢乐假期（2006年圣诞版）
- 模拟人生2 特别版
- 模拟人生2 豪华礼包

### 游戏机版
- 模拟人生2 （GameCube，PlayStation 2，Xbox，Game Boy Advance，Nintendo DS，PlayStation Portable，手机）
- 模拟人生2 宠物当家（Wii，GameCube，PlayStation 2，Xbox，Game Boy Advance，Nintendo DS，PlayStation Portable）
- 模拟人生2 Castaway（Wii，PlayStation 2，PlayStation Portable，Nintendo DS）
- 模拟人生2 公寓宠物（Nintendo DS）

## 《模拟人生 物语》
- 模拟人生 生活物语
- 模拟人生 宠物物语
- 模拟人生 孤岛物语

## 《模拟人生3》

### 基础版
- 模拟人生3

#### 资料盘
- 模擬市民3：世界歷險記（World Adventures）
- 模擬市民3：夢想起飛（Ambitions）
- 模擬市民3：夜店人生（Late Night）
- 模擬市民3：花樣年華（Generations）
- 模擬市民3：玩美寵物（Pets）
- 模擬市民3：華麗舞台（Showtime）
- 模擬市民3：異能新世紀（Supernatural）
- 模擬市民3：春夏秋冬（Seasons）
- 模擬市民3：大學生活（University Life）
- 模擬市民3：島嶼天堂（Island Paradise）
- 模擬市民3：前進未來（Into the future）

### 組合
- 模拟人生3：頂級奢華組合
- 模拟人生3：慾望街車組合
- 模拟人生3：休閒生活組合
- 模拟人生3：摩登生活組合
- 模拟人生3：主臥室組合
- 模拟人生3：凱蒂佩苪甜心包
- 模拟人生3：迪賽生活組合
- 模拟人生3：70、80及90年代組合
- 模拟人生3：電影組合

#### 特别版
- 模拟人生3：珍藏版本

## 《模擬市民4》

### 基础版
- 模擬市民4

## 简体译名说明
1. ↑  游戏包装盒及游戏程序标题为《模拟人生 家有宠物》，游戏程序启动画面标题为《模拟人生 人生无限》（“人生无限”是对“Unleashed”一词的错译）。
2. ↑  官方名称为（代理商网元网在发行时使用了作商品名及宣传用名称。包装为英文）。
3. ↑  官方名称为（代理商网元网在发行时使用了作商品名及宣传用名称。包装为英文）。